# Джейк Аллен
Джейк Аллен (англ. Jake Allen, нар. 7 серпня 1990, Фредериктон) — канадський хокеїст, воротар клубу НХЛ «Монреаль Канадієнс».
Володар Кубка Стенлі.

## Ігрова кар'єра
Хокейну кар'єру розпочав 2007 року в ГЮХЛК виступами за команду «Сент-Джонс Фог Девілз». Згодом ще два сезони відіграв за клуби цієї ж ліги «Монреаль Юніор» та «Драммонвіль Волтіжерс».
2008 року був обраний на драфті НХЛ під 34-м загальним номером командою «Сент-Луїс Блюз». 22 жовтня 2008 сторони уклали контракт початкового рівня. 30 квітня 2012 дебютував у плей-оф НХЛ замінивши Браєна Елліотта в другому матчі проти «Лос-Анджелес Кінгс». 13 лютого 2013 Джейк відсвяткував першу перемогу 4–3 в овертаймі у грі проти «Детройт Ред Вінгз».
17 квітня 2014 Аллен отримав нагороду Пам'ятної нагороди Алдеджа «База» Бастьєна, як найкращий голкіпер АХЛ у сезоні 2013–14 років.
26 березня 2016 Аллен оформив шатаут у грі проти «Вашингтон Кепіталс», що дозволило «блюзменам» побити свій рекорд найдовшої сухої серії клубу.
У сезоні 2015–16 Джейк провів найгіршу гру проти «Вашингтон Кепіталс» пропустивши чотири голи після десяти кидків. Матч 21 січня 2016 у Вініпезі проти «Вінніпег Джетс» він пропустив через народження доньки. Після цього Аллен видав серію переможних матчів та 13 лютого названий другою зіркою тижня.
У плей-оф Кубка Стенлі 2019 Джейк був дублером Джордана Біннінгтона.
2 вересня 2020 Аллен був проданий до клубу НХЛ «Монреаль Канадієнс». 14 жовтня Джейк підписав дворічний контракт із «Канадієнс» на $5,75 мільйона доларів.
У складі юніорської збірної Канади чемпіон світу 2008. У складі молодіжної збірної Канади срібний призер чемпіонату світу 2010.

## Нагороди та досягнення
- Володар Кубка Стенлі в складі «Сент-Луїс Блюз» — 2019.

## Статистика
| Сезон        | Клуб                    | Ліга         | Регулярний сезон | Регулярний сезон | Регулярний сезон | Регулярний сезон | Регулярний сезон | Регулярний сезон | Регулярний сезон | Регулярний сезон | Регулярний сезон | Плей-оф | Плей-оф | Плей-оф | Плей-оф | Плей-оф | Плей-оф | Плей-оф | Плей-оф |
| Сезон        | Клуб                    | Ліга         | І                | В                | П                | OT               | Хв               | ПГ               | ІБГ              | ПГГ              | %ВК              | І       | В       | П       | Хв      | ПГ      | ІБГ     | ПГA     | %ВК     |
| ------------ | ----------------------- | ------------ | ---------------- | ---------------- | ---------------- | ---------------- | ---------------- | ---------------- | ---------------- | ---------------- | ---------------- | ------- | ------- | ------- | ------- | ------- | ------- | ------- | ------- |
| 2007–08      | «Сент-Джонс Фог Девілз» | ГЮХЛК        | 30               | 9                | 8                | 4                | 1507             | 76               | 2                | 3.14             | .901             | 4       | 2       | 1       | 128     | 8       | 0       | 3.74    | .855    |
| 2008–09      | «Монреаль Юніор»        | ГЮХЛК        | 53               | 28               | 25               | 0                | 3023             | 144              | 3                | 2.86             | .916             | 10      | 4       | 6       | 585     | 35      | 1       | 3.59    | .897    |
| 2009–10      | «Монреаль Юніор»        | ГЮХЛК        | 23               | 11               | 11               | 0                | 1241             | 55               | 1                | 2.66             | .912             | —       | —       | —       | —       | —       | —       | —       | —       |
| 2009–10      | «Драммонвіль Волтіжерс» | ГЮХЛК        | 22               | 18               | 3                | 0                | 1271             | 37               | 3                | 1.75             | .933             | 14      | 9       | 5       | 840     | 34      | 1       | 2.43    | .899    |
| 2010–11      | «Пеорія Рівермен»       | АХЛ          | 47               | 25               | 19               | 3                | 2805             | 118              | 6                | 2.52             | .917             | 3       | 0       | 3       | 189     | 12      | 0       | 3.80    | .888    |
| 2011–12      | «Пеорія Рівермен»       | АХЛ          | 38               | 13               | 20               | 2                | 2148             | 105              | 1                | 2.93             | .915             | —       | —       | —       | —       | —       | —       | —       | —       |
| 2011–12      | «Сент-Луїс Блюз»        | НХЛ          | —                | —                | —                | —                | —                | —                | —                | —                | —                | 1       | 0       | 0       | 1       | 0       | 0       | 0.00    | 1.000   |
| 2012–13      | «Пеорія Рівермен»       | АХЛ          | 35               | 13               | 19               | 2                | 2054             | 99               | 2                | 2.89             | .904             | —       | —       | —       | —       | —       | —       | —       | —       |
| 2012–13      | «Сент-Луїс Блюз»        | НХЛ          | 15               | 9                | 4                | 0                | 804              | 33               | 1                | 2.46             | .905             | —       | —       | —       | —       | —       | —       | —       | —       |
| 2013–14      | «Чикаго Вулвс»          | АХЛ          | 52               | 33               | 16               | 3                | 3138             | 106              | 7                | 2.03             | .928             | 9       | 3       | 6       | 511     | 28      | 1       | 3.29    | .879    |
| 2014–15      | «Сент-Луїс Блюз»        | НХЛ          | 37               | 22               | 7                | 4                | 2077             | 79               | 4                | 2.28             | .913             | 6       | 2       | 4       | 328     | 12      | 0       | 2.20    | .904    |
| 2015–16      | «Сент-Луїс Блюз»        | НХЛ          | 47               | 26               | 15               | 3                | 2584             | 101              | 6                | 2.35             | .920             | 5       | 1       | 1       | 170     | 7       | 0       | 2.49    | .897    |
| 2016–17      | «Сент-Луїс Блюз»        | НХЛ          | 61               | 33               | 20               | 5                | 3419             | 138              | 4                | 2.42             | .915             | 11      | 6       | 5       | 675     | 22      | 0       | 1.96    | .935    |
| 2017–18      | «Сент-Луїс Блюз»        | НХЛ          | 59               | 27               | 25               | 3                | 3317             | 152              | 1                | 2.75             | .906             | —       | —       | —       | —       | —       | —       | —       | —       |
| 2018–19      | «Сент-Луїс Блюз»        | НХЛ          | 46               | 19               | 17               | 8                | 2568             | 121              | 3                | 2.83             | .905             | 1       | 0       | 0       | 24      | 1       | 0       | 2.45    | .750    |
| 2019–20      | «Сент-Луїс Блюз»        | НХЛ          | 24               | 12               | 6                | 3                | 1339             | 48               | 2                | 2.15             | .927             | 5       | 2       | 1       | 286     | 9       | 0       | 1.89    | .935    |
| 2020–21      | «Монреаль Канадієнс»    | НХЛ          | 29               | 11               | 12               | 5                | 1703             | 76               | 0                | 2.68             | .907             | —       | —       | —       | —       | —       | —       | —       | —       |
| 2021–22      | «Монреаль Канадієнс»    | НХЛ          | 35               | 9                | 20               | 4                | 1948             | 107              | 2                | 3.30             | .905             | —       | —       | —       | —       | —       | —       | —       | —       |
| Усього в НХЛ | Усього в НХЛ            | Усього в НХЛ | 353              | 168              | 126              | 35               | 19,757           | 855              | 23               | 2.60             | .911             | 29      | 11      | 11      | 1,456   | 51      | 0       | 2.06    | .925    |